# Heinz Janisch
Heinz Janisch, née en 1960 à Güssing, est un auteur autrichien de littérature d'enfance et de jeunesse.

## Biographie
Il a fait des études de germanistique et de communication à Vienne. Il a travaillé comme journaliste pour la station de radio Ö1.
Il publie des albums pour enfants à partir de 1989, et des romans pour la jeunesse depuis 1995.

## Œuvres traduites
- Un crocodile de trop (Ein Krokodil zuviel, 1994), éditions du Sorbier, 1995
- Benjamin et les 7 lions (Benni und die sieben Löwen, 1995), illustré par Gabriele Kernke, éditions du Sorbier, 1995
- Till l'espiègle (Till Eulenspiegel), illustré par Lisbeth Zwerger, Nord-Sud, 2000 ; rééd. Minedition, 2016
- Moi, ma vraie maison, illustré par Helga Bansch, Actes Sud junior, 2003
- Il y a des jours comme ça (Es gibt so Tage, 2001), Actes Sud junior, illustré par Helga Bansch, Belin, 2003
- À l'aide !, illustré par Philippe Goossens, NordSud, 2005
- Juste à deux pas (Katzensprung), illustré par Helga Bansch, Actes Sud junior, 2005
- Oh ! Hisse ! (Ho ruck!, 2005), illustré par Carola Holland, NordSud, 2006
- Dessine-moi des ailes, Didier jeunesse, 2006
- Le jardin d'enfants, une vraie jungle !, illustré par Frauke Weldin, NordSud, 2007
- Les Joues rouges (Rote Wangen, 2005), illustré par Aljoscha Blau, Notari, 2008
- L'Arche de Noé (Die Arche Noah, 1997), illustré par Lisbeth Zwerger, Minedition, 2008
- Madame Hortense, Belin, 2009
- L'Ours que personne n'écoutait (Ich hab ein kleines Problem, sagte der Bär, 2007), illustré par Silke Leffler, Les incorruptibles, 2010
- Une maison au bord de la mer, illustré par Helga Bansch, Belin, 2010
- Moi, pour m'endormir (Wenn ich Nachts nicht schlafen kann, 2007), illustré par Helga Bansch, Belin, 2011
- Le Plus Fort des pirates (Der beste Pirat von allen), illustré par Karsten Teich, Piccolia, 2011

## Prix et distinctions notables
- Deutscher Jugendliteraturpreis 2006 : nomination pour Rote Wangen
- Foire du livre de jeunesse de Bologne 2006 : prix BolognaRagazzi pour Rote Wangen
- Großer Preis der Deutschen Akademie für Kinder- und Jugendliteratur 2020
- Österreichischer Kinder- und Jugendbuchpreis 2023 : pour Schneelöwe avec Michael Roher
- Prix Hans Christian Andersen (Écriture) 2024[2].